# Paysage avec ruines
Paysage avec ruines est un tableau réalisé par le peintre français Henri Rousseau vers 1906. Cette huile sur toile naïve est un paysage urbain qui représente des ruines près de la porte d'une localité dominée par la flèche d'une église. Elle est conservée au musée Pola de Hakone, au Japon.